# Anaxyrus
Genre
Synonymes
- Dromoplectrus Camerano, 1879

Anaxyrus est un genre d'amphibiens de la famille des Bufonidae.

## Répartition
Les  23 espèces de ce genre se rencontrent en Amérique du Nord.

## Liste des espèces
Selon Amphibian Species of the World (16 avril 2013) :
- Anaxyrus americanus (Holbrook, 1836) - Crapaud d'Amérique
- Anaxyrus baxteri (Porter, 1968)
- Anaxyrus boreas (Baird & Girard, 1852) - Crapaud boréal
- Anaxyrus californicus (Camp, 1915)
- Anaxyrus canorus (Camp, 1916)
- Anaxyrus cognatus (Say, 1822) - Crapaud des steppes
- Anaxyrus compactilis (Wiegmann, 1833)
- Anaxyrus debilis (Girard, 1854)
- Anaxyrus exsul (Myers, 1942)
- Anaxyrus fowleri (Hinckley, 1882)
- Anaxyrus hemiophrys (Cope, 1886) - Crapaud canadien
- Anaxyrus houstonensis (Sanders, 1953)
- Anaxyrus kelloggi (Taylor, 1938)
- Anaxyrus mexicanus (Brocchi, 1879)
- Anaxyrus microscaphus (Cope, 1867)
- Anaxyrus nelsoni (Stejneger, 1893)
- Anaxyrus punctatus (Baird & Girard, 1852)
- Anaxyrus quercicus (Holbrook, 1840)
- Anaxyrus retiformis (Sanders & Smith, 1951)
- Anaxyrus speciosus (Girard, 1854)
- Anaxyrus terrestris (Bonnaterre, 1789)
- Anaxyrus woodhousii (Girard, 1854) - Crapaud de Woodhouse

En 2017, une nouvelle espèce a été décrite (Zootaxa) :
- Anaxyrus williamsi Gordon, Simandle & Tracy

## Publication originale
- (de) J. J. Von Tschudi, « Reptilium conspectus quae in republica Peruana reperiuntur er pleraque observata vel collecta sunt in itenere », Archiv für Naturgeschichte, Berlin, Nicolaische Verlags-Buchhandlung, vol. 11,‎ 1845, p. 150–170 (ISSN 0365-6136, OCLC 1481989, DOI 10.5962/BHL.PART.7963, lire en ligne).